# Carla Rueda
Carla del Pilar Rueda Cotito (Chincha, 19 de abril de 1990), conocida como la Cotito, es una voleibolista peruana que forma parte de la Selección femenina de voleibol del Perú. Rueda representó al Perú en el Campeonato Mundial de Voleibol Femenino de 2006 y 2010.
Rueda usa su segundo apellido como sobrenombre, ya que a lo paralelo con su carrera deportiva, también es conocida por su participación en los programas de televisión en su país.

## Clubes
- Sporting Cristal (2006)
- Vóley Murcia (2007)
- Deportivo Géminis (2007-2008)
- Riberense (2008-2009)
- Deportivo Géminis (2010-2011)
- Defense Force (2012)
- Deportivo Géminis (2012-2014)
- Azerrail Bakú (2014-2015)
- Golem Volley Palmi (2015-2016)
- Deportivo Géminis (2016)
- ASPTT Mulhouse (2017)
- Deportivo Géminis (2018-2019)
- AON Pannaxiakos Naxos (2019-2020)
- Știința Bacău (2020)
- Deportivo Jaamsa (2020)
- AJM/FC Porto (2021)
- Adam Voleybol (2021-2022)
- Diamond Food (2022-2023)
- Deportivo Wanka (2023)

## Otros trabajos

### Televisión
En 2012, participó en el programa concurso Combate.
En junio de 2021, Rueda fue anunciada como una de las participantes de la temporada 23 de El gran show, conducido por Gisela Valcárcel.
En agosto de 2024, Carla participó como panelista y comentarista del Campeonato Mundial de Voleibol Sub-17 de 2024 en la transmisión de ATV. En noviembre de ese año, fue convocada por Latina Televisión para comentar la Liga Peruana de Vóley Femenino en su temporada 2024-25, junto a Jesús Arias.
Asimismo, también fue participante de la décima temporada de El gran chef famosos, denominada El gran chef famosos: La academia.